# Fabio Gatti
Fabio Gatti (Perugia, 4 gennaio 1982) è un dirigente sportivo ed ex calciatore italiano, di ruolo centrocampista, direttore sportivo dell'Atalanta U23.

## Carriera

### Giocatore

#### Club
Cresciuto nel settore giovanile della Passignanese, e poi del Perugia. Esordisce in Serie A il 20 maggio 2001, nella gara Perugia-Brescia (2-2), sotto la guida tecnica di Serse Cosmi.
Viene girato per un anno in prestito al Catania dove si trova alle dipendenze di mister Edy Reja che ritroverà in seguito. Tornato a Perugia, riuscirà ad essere protagonista del cammino in Coppa UEFA fino agli ottavi della squadra umbra, mentre in campionato non riuscirà coi suoi compagni a evitare la retrocessione in Serie B. Nella stagione 2001-2002 sceglie come numero di maglia il 44, riprendendo il titolo della canzone dello Zecchino d'Oro: Quarantaquattro gatti.
Nell'estate del 2004 accetta l'offerta del nuovo Napoli, ripartito dalla Serie C1, con proprietario l'imprenditore cinematografico Aurelio De Laurentiis. Qui Gian Piero Ventura viene sostituito da Edy Reja a stagione in corso e utilizza Gatti come riserva; da questo momento per Gatti inizia una lunga serie di panchine e tribune.
Nel gennaio del 2006 passa in Serie B giocando per 6 mesi in prestito nella Cremonese.
Tornato al Napoli per fine prestito, ritrova la squadra in Serie B; viene schierato titolare in varie gare di Coppa Italia e quindi Reja gradualmente lo inserisce nell'undici titolare che a fine anno otterrà la promozione in Serie A.
Nel gennaio del 2008 viene ceduto in prestito al Modena.
Il 16 settembre 2008 torna a vestire la maglia del Perugia, società con la quale firma un contratto triennale.
Nel nuovo club realizza una sola rete l'11 aprile 2009 nella partita Perugia-Pistoiese di Lega Pro Prima Divisione, conclusasi con il risultato di 3-2 in favore dei grifoni. Prima di mettere a segno la sua prima rete in campionato, Gatti aveva già realizzato una marcatura con la maglia biancorossa, in una partita di Coppa Intertoto UEFA contro i finlandesi dell'Allianssi.
La terza rete messa a segno a livello professionistico è stata realizzata sempre in maglia biancorossa, durante il suo prestito al L.R. Vicenza in Serie B nella partita giocata il 20 marzo 2010 fra Cesena e Vicenza e terminata 3-1.
Il 4 gennaio 2011 firma con i campani della Paganese; in sei mesi colleziona 14 presenze.
Il 13 luglio 2011 si trasferisce al Lecco. Passato al Foligno, il 30 maggio 2013 rescinde il contratto che lo legava alla società umbra.

#### Nazionale
Ha partecipato agli Europei Under-21 del 2002, conclusi dall'Italia con un terzo posto.

### Dirigente
Dopo il ritiro diventa collaboratore tecnico del direttore sportivo Sean Sogliano, già suo compagno di spogliatoio a Perugia, dapprima al Verona, poi al Carpi, quindi al Bari e infine al Padova, da dove vengono esonerati il 23 gennaio 2022. Nel 2023 è diventato il primo direttore sportivo nella storia dell'Atalanta U23, neonata seconda squadra dell'Atalanta.

## Statistiche

### Presenze e reti nei club
| Stagione        | Squadra         | Campionato      | Campionato | Campionato | Coppe nazionali | Coppe nazionali | Coppe nazionali | Coppe continentali | Coppe continentali | Coppe continentali | Altre coppe | Altre coppe | Altre coppe | Totale | Totale |
| Stagione        | Squadra         | Comp            | Pres       | Reti       | Comp            | Pres            | Reti            | Comp               | Pres               | Reti               | Comp        | Pres        | Reti        | Pres   | Reti   |
| --------------- | --------------- | --------------- | ---------- | ---------- | --------------- | --------------- | --------------- | ------------------ | ------------------ | ------------------ | ----------- | ----------- | ----------- | ------ | ------ |
| 2000-2001       | Perugia         | A               | 2          | 0          | CI              | 0               | 0               | Int                | 0                  | 0                  | -           | -           | -           | 2      | 0      |
| 2001-2002       | Perugia         | A               | 24         | 0          | CI              | 3               | 0               | -                  | -                  | -                  | -           | -           | -           | 25     | 0      |
| ago. 2002       | Perugia         | A               | 1          | 0          | CI              | 0               | 0               | Int                | 0                  | 0                  | -           | -           | -           | 1      | 0      |
| ago. 2002-2003  | Catania         | B               | 25         | 0          | CI              | -               | -               | -                  | -                  | -                  | -           | -           | -           | 25     | 0      |
| 2003-2004       | Perugia         | A               | 22         | 0          | CI              | 6               | 0               | Int+CU             | 4+5                | 1                  | -           | -           | -           | 37     | 1      |
| 2004-2005       | Napoli          | C1              | 16         | 0          | -               | -               | -               | -                  | -                  | -                  | -           | -           | -           | 16     | 0      |
| 2006-gen. 2006  | Napoli          | C1              | 4          | 0          | CI+CI-C         | 4+3             | 0               | -                  | -                  | -                  | -           | -           | -           | 11     | 0      |
| gen.-giu. 2006  | Cremonese       | B               | 16         | 0          | CI              | -               | -               | -                  | -                  | -                  | -           | -           | -           | 16     | 0      |
| 2006-2007       | Napoli          | B               | 23         | 0          | CI              | 2               | 0               | -                  | -                  | -                  | -           | -           | -           | 25     | 0      |
| 2007-gen. 2008  | Napoli          | A               | 0          | 0          | CI              | 1               | 0               | -                  | -                  | -                  | -           | -           | -           | 1      | 0      |
| Totale Napoli   | Totale Napoli   | Totale Napoli   | 43         | 0          |                 | 10              | 0               |                    | -                  | -                  |             | -           | -           | 53     | 0      |
| gen.-giu. 2008  | Modena          | B               | 18         | 0          | CI              | -               | -               | -                  | -                  | -                  | -           | -           | -           | 18     | 0      |
| 2008-2009       | Perugia         | 1D              | 24         | 1          | CI+CI-LP        | 0               | 0               | -                  | -                  | -                  | -           | -           | -           | 24     | 1      |
| 2009-gen. 2010  | Perugia         | 1D              | 14         | 0          | CI+CI-LP        | 2+4             | 0               | -                  | -                  | -                  | -           | -           | -           | 20     | 0      |
| Totale Perugia  | Totale Perugia  | Totale Perugia  | 87         | 1          |                 | 15              | 0               |                    | 9                  | 0                  |             | -           | -           | 111    | 1      |
| gen.-giu. 2010  | L.R. Vicenza    | B               | 11         | 1          | CI              | -               | -               | -                  | -                  | -                  | -           | -           | -           | 11     | 1      |
| gen.-giu. 2011  | Paganese        | 1D              | 14         | 0          | CI-LP           | -               | -               | -                  | -                  | -                  | -           | -           | -           | 14     | 0      |
| 2011-2012       | Lecco           | 2D              | 18+2       | 0          | CI-LP           | 6               | 0               | -                  | -                  | -                  | -           | -           | -           | 26     | 0      |
| 2012-2013       | Foligno         | 2D              | 14         | 0          | CI-LP           | 1               | 0               | -                  | -                  | -                  | -           | -           | -           | 15     | 0      |
| Totale carriera | Totale carriera | Totale carriera | 230        | 2          |                 | 32              | 0               |                    | 9                  | 1                  |             | -           | -           | 271    | 3      |

## Palmarès

### Club
- Coppa Intertoto UEFA: 1

Perugia: 2003